# Allorhogas platyfrons
Allorhogas platyfrons är en stekelart som beskrevs av Marsh 2002. Allorhogas platyfrons ingår i släktet Allorhogas och familjen bracksteklar. Inga underarter finns listade i Catalogue of Life.